# Justs Sirmais
Justs Sirmais, znan tudi kot samo Justs, latvijski pevec in televizijski voditelj, * 6. februar 1995, Kekava, Latvija

## Življenje in kariera

### Zgodnje življenje
Justs se je rodil 6. februarja 1995 v Ķekavi. Obiskoval je državno gimnazijo št. 1. v Rigi. Svojo glasbeno pot je začel kot ulični glasbenik v Rigi.

### Pesem Evrovizije
Dne 31. januarja 2016 je bil Justs razglašen za enega od 20 tekmovalnih izvajalcev v drugi sezoni Supernove, oddaje, ki je bila uporabljena za izbor latvijskega predstavnika na tekmovanju za pesem Evrovizije. V oddaji je tekmoval je s pesmijo »Heartbeat«. Pesem je napisala Aminata Savadogo ki je bila latvijska predstavnica na Evroviziji leta 2015. V prvem krogu, ki je potekal 7. februarja je Sirmais napredoval v polfinale, potem ko je osvojil več kot 40 % telefonskega glasovanja. Dne 21. februarja je nastopil v polfinalu in se s telefonskim glasovanjem prebil v finale. V finalu, ki je potekal 28. februarja je zmagal in nato zastopal Latvijo na Pesmi Evrovizije 2016 v Stockholmu na Švedskem. Nastopil je v drugem polfinalu in se uvrstil na 8. mesto in se prebil v finale in končal na 15. mestu. Dne 17. maja 2016 je izdal EP »To Be Heard«. Dne 23. maja 2016 je izdal pesem »Ko Tu Dari?«.
Januarja 2018 je bilo objavljeno, da bo sovoditelj Supernove 2018. Aprila 2018 je Justs izdal svoj debitantski studijski album »Here I Am«.
Septembra 2018 je Sirmais na Instagramu objavil, da bo študiral glasbeno produkcijo na univerzi v Bristolu v Združenem kraljestvu.
Novembra 2020 je sodeloval na oddaji Balss Maskā zamaskiran kot vrabček.

## Diskografija

### Studijski album
- »Here I Am« (2018)

### EP
- »To Be Heard« (2016)

### Pesmi
- »Heartbeat« (2016)
- »Ko Tu Dari« (2016)
- »Kaut Mazliet« (2016)
- »Message to You« (2017)
- »Are You There« (2017)
- »Uz Palodzes« (2018)
- »Position in Here« (skupaj s Makree, 2018)
- »Anything Above« (skupaj s Makree)